# Raiamas salmolucius
Raiamas salmolucius är en fiskart som först beskrevs av Nichols och Griscom, 1917.  Raiamas salmolucius ingår i släktet Raiamas och familjen karpfiskar. IUCN kategoriserar arten globalt som livskraftig. Inga underarter finns listade i Catalogue of Life.